# Herb powiatu wałeckiego
Herb powiatu wałeckiego – jeden z symboli powiatu wałeckiego, ustanowiony 25 czerwca 2009.

## Wygląd i symbolika
Herb przedstawia na tarczy w polu czerwonym orła białego w złotej koronie z takimże dziobem, szponami, trójliściem przepaski i pierścieniem ogonowym, z pieczęci majestatycznej Kazimierza III Wielkiego ponad złotą Łodzią – herbem rodowym Górków. 